# Villatorres
Villatorres är en kommun i Spanien.   Den ligger i provinsen Provincia de Jaén och regionen Andalusien, i den centrala delen av landet, 280 km söder om huvudstaden Madrid. Antalet invånare är 4 467. Arean är 73 kvadratkilometer. Villatorres gränsar till Jaén, Mengibar, Torreblascopedro, Begíjar och Mancha Real. 
Terrängen i Villatorres är lite kuperad.